# 朝日町 (豊田市)
朝日町（あさひまち）は、愛知県豊田市の地名。

## 地理

### 学区
- 豊田市立朝日小学校
- 豊田市立崇化館中学校

## 歴史

### 人口の変遷
国勢調査による人口および世帯数の推移。
| 1995年（平成7年）  | 1152世帯 3303人 |  |
| 2000年（平成12年） | 1245世帯 3387人 |  |
| 2005年（平成17年） | 1262世帯 3401人 |  |
| 2010年（平成22年） | 1350世帯 3582人 |  |
| 2015年（平成27年） | 1388世帯 3591人 |  |
| 2020年（令和2年）  | 1440世帯 3585人 |  |

### 沿革
- 1959年（昭和34年） - 挙母市挙母および宮口の各一部により、豊田市朝日町が成立[1]。

## 交通
- 国道248号
- とよたおいでんバス21保見・豊田線（名鉄バスが運行）：（豊田市 方面 - ）朝日町4丁目 - 朝日町 - 朝日町7丁目（ - 浄水駅・保見団地 方面）

## 施設
- 豊田市立朝日小学校
- 碧海信用金庫豊田朝日支店
- 朝日町北ちびっこ広場
- フェルナ朝日店
- ファミリーマート豊田朝日店

### WEB
1. ↑  “愛知県豊田市の町丁・字一覧”.   人口統計ラボ. 2024年2月26日閲覧。
2. 1 2  総務省統計局 (2022年2月10日). “令和2年国勢調査の調査結果(e-Stat) - 男女別人口，外国人人口及び世帯数－町丁・字等” (CSV). 2023年8月2日閲覧。
3. ↑  “愛知県豊田市の郵便番号一覧”.   日本郵便. 2024年2月23日閲覧。
4. ↑  “市外局番の一覧” (PDF).   総務省 (2022年3月1日). 2022年3月22日閲覧。
5. ↑  “ナンバープレートについて”.   一般社団法人愛知県自動車会議所. 2024年1月21日閲覧。
6. ↑  総務省統計局 (2014年3月28日). “平成7年国勢調査の調査結果(e-Stat) - 男女別人口及び世帯数 －町丁・字等” (CSV). 2021年7月20日閲覧。
7. ↑  総務省統計局 (2014年5月30日). “平成12年国勢調査の調査結果(e-Stat) - 男女別人口及び世帯数 －町丁・字等” (CSV). 2021年7月20日閲覧。
8. ↑  総務省統計局 (2014年6月27日). “平成17年国勢調査の調査結果(e-Stat) - 男女別人口及び世帯数 －町丁・字等” (CSV). 2021年7月21日閲覧。
9. ↑  総務省統計局 (2012年1月20日). “平成22年国勢調査の調査結果(e-Stat) - 男女別人口及び世帯数 －町丁・字等” (CSV). 2021年7月21日閲覧。
10. ↑  総務省統計局 (2017年1月27日). “平成27年国勢調査の調査結果(e-Stat) - 男女別人口及び世帯数 －町丁・字等” (CSV). 2021年7月21日閲覧。

### 書籍
1. ↑  「角川日本地名大辞典」編纂委員会 1989, p. 91.